# Gyrtona demaculata
Gyrtona demaculata är en fjärilsart som beskrevs av Embrik Strand 1917. Gyrtona demaculata ingår i släktet Gyrtona och familjen nattflyn. Inga underarter finns listade i Catalogue of Life.